# Попов Іван Петрович
Попов Іван Петрович (02.11.1923 — 22.09.1943) — учасник Радянсько-німецької війни, зв'язковий взводу пішої розвідки 212-го гвардійського стрілецького полку 75-ї Бахмацької двічі Червонозоряної ордена Суворова гвардійської стрілецької дивізії 30-го стрілецького корпусу 60-ї Армії Центрального фронту. Герой Радянського Союзу (17.10.1943), гвардії молодший сержант.

## Біографія
Народився 2 листопаду 1923 року у м. Нижній Новгород, РФ. Закінчив 7 класів школи і фабрично-заводське училище заводу «Двигатель революции». З 1941 року працював токарем на заводі.
В армію був призваний у березні 1942 році. Пройшов військову підготовку на курсах молодшего командного складу. З квітня 1943 року стрілець взводу пішої розвідки 212-го гвардійського стрілецького полку 75-ї Бахмацької двічі Червонозоряної ордена Суворова гвардійської стрілецької дивізії. Брав участь у битві на Курській дузі, нагороджений медаллю «За відвагу».
Особливо відзначився при форсуванні ріки Дніпро на північ від Києва у вересні 1943 року. В ніч з 21 на 22 вересня 1943 року у складі взводу розвідки гвардії лейтенанта Полякова В. Х. переправився через Дніпро в районі сіл Глібівка і Казаровичі Вишгородського району Київської області. Розвідка здобула цінні відомості про розташування німців у місці, де мала форсувати Дніпро 75-та гвардійська стрілецька дивізія (СРСР). Біля села Казаровичі взвод розвідки вступив у нерівний бій з фашистами. Молодший сержант Попов І. П. показав зразок мужності і відваги, загинув смертю хоробрих.
Указом Президії Верховної Ради СРСР від 17 жовтня 1943 року за мужність і героїзм проявлені при форсуванні Дніпра і утриманні плацдарму гвардії молодшому сержанту Попову Івану Петровичу присвоєне звання Героя Радянського Союзу (посмертно).

## Нагороди
- медаль «Золота Зірка» № ---- Героя Радянського Союзу (17 жовтня 1943)
- Орден Леніна
- Медаль «За відвагу»

## Пам'ять
- На честь І. П. Попова названо одну з вулиць Ленінського району м. Нижній Новгород.

- Його ім'я висічено на стелі, встановленій на території Меморіального комплексу Вічний вогонь у Кремлі Нижнього Новгороду.